# قائمة جبال سوريا

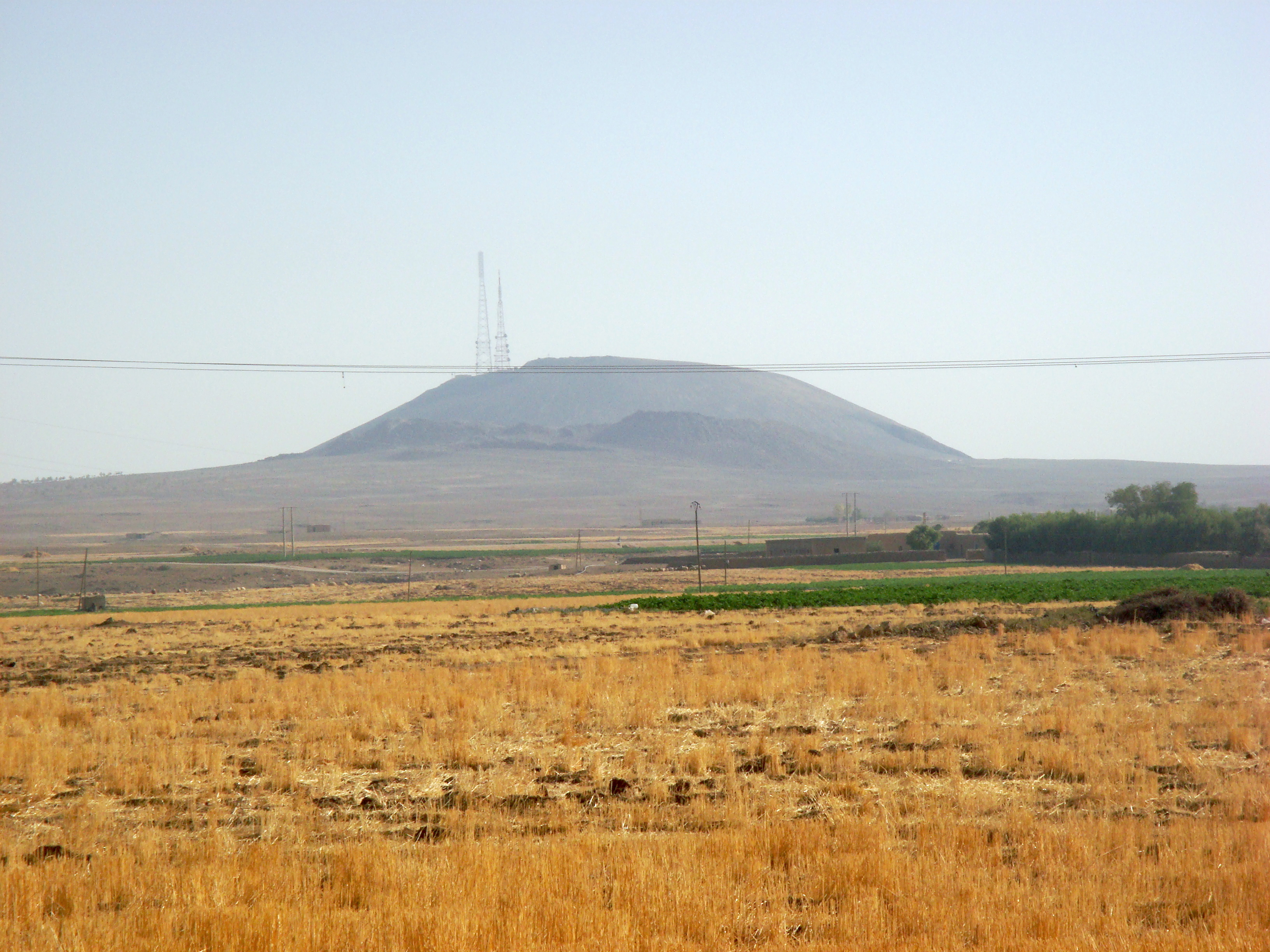
جبل كوكب

هذه قائمة الجبال بسوريا

## جبالمدينة دمشق
- جبل قاسيون

## جبالمحافظة ريف دمشق
- جبل الشيخ ( الحرمون )
- جبل المضيع (جبل الكسوة، المضبع)
- جبل روس الطوال
- جبل الأبيض

## جبالمحافظة الحسكة
- جبل كوكب
- جبل سنجار
- جبل عبد العزيز
- جبل كراتشوك

## جبالمحافظة دير الزور
- جبل البشري
- جبال القلمون (سلسلة جبلية)

## جبالمحافظة اللاذقية
- جبل السايح
- جبال الأمانوس
- جبل العلويين (جبال الساحل السوري)
- جبل الأقرع

## جبالمحافظة حلب
- جبل سمعان
- جبل الحص
- جبل الأكراد (كرداغ أو جبل حلب)

## جبالمحافظة ادلب
- جبل الزاوية
- جبل الأربعين
- جبل باريشا
- جبل قلعة جابر
- جبل اريحا
- جبل الوسطاني
- جبل الدويلي

## جبلمحافظة حمص
- جبل الحلو (سوريا)
- جبل السايح
- جبل سمارة
- رأس التل
- جبل الشومرية
- جبل البويضة
- جبل أبورجمين

## جبلمحافظة السويداء
- جبل العرب (جبل حوران / جبل الدروز)
- جبل قليب
- جبل المقدس
- جبل معيوف

## جبالمحافظة طرطوس
- جبل الشعرة
- جبل النبي شيت
- جبل النبي متى
- جبل بير الصباح
- جبل بنت النبع
- جبل الرفاعي
- جبل مقيبع
- جبل يتيمة
- جبل الكن
- جبل المنشار
- جبل الحلقة

## جبالمحافظة حماة
- جبل زين العابدين
- جبل كفراع
- جبل الأربعين
- جبل البلعاس